# スズキ・RM
RM（アールエム）とは、スズキ株式会社が製造販売している2ストロークのモトクロス競技用オートバイであり、シリーズ車種として排気量別に数車種が生産されている。

## モデル一覧

### MX3（旧500cc）クラス用

#### RM500
RM500は1982年から2年間（つまり前期型と後期型の2モデル）発売されていたモトクロス競技用車両である。
モトクロス世界選手権やAMAモトクロスの500ccクラスを対象としたモデルであるが未舗装路で扱うには相当のテクニックを必要とし世界的にも販売台数が見込めないためにエンジンには特に改良は加えられなかった。
前期型と後期型の違いはフロントブレーキがドラムからディスクへ変更、前後サスペンションユニット変更とそれに伴う車体ディメンション（全高、軸間距離、最低地上高、シート高）の変更とグラフィック変更である。
日本国内では500ccのモトクロス公式戦が行われないため正規販売されなかった。

#### RM465
RM465は1980年から2年間（つまり前期型と後期型の2モデル）発売されていたモトクロス競技用車両である。
モトクロス世界選手権やAMAモトクロスの500ccクラスを対象としたモデルであるが未舗装路で扱うには相当のテクニックを必要とし世界的にも販売台数が見込めないためモデルライフ中にグラフィック以外には大幅な改良は加えられなかった。
エンジンは基本的にはRM400（後述）の排気量拡大版でシリンダーボアが3mm拡大され排気量が417ccから464ccへと拡大された。
日本国内では500ccのモトクロス公式戦が行われないため正規販売されなかった。

#### RM400
RM400は1977年から1979年にかけて発売されていたモトクロス競技用車両である。
モトクロス世界選手権やAMAモトクロスの500ccクラスを対象としたモデルである。
1978年にシリンダーボアが3mm拡大され排気量が402ccから417ccへと拡大された。
日本国内では500ccのモトクロス公式戦が行われないため正規販売されなかった。

### MX1（旧250cc）クラス用

#### RM250
RM250は1976年から発売されているモトクロス競技用車両である。
年度によって変更箇所の大小はあるものの毎年モデルチェンジを重ねたが競技用車両といえども年々厳しくなる環境対策への対応から2004年より並行して販売されている4ストロークエンジン搭載のスズキ・RM-Z450に後継の座を譲る方針ではないかと思われる。
そのためかRM-Z発売以降の車両開発・変更箇所はそれまでに比べ比較的小規模な物である。本車種がメディアに登場した例として1980年放送の『仮面ライダースーパー1』でスーパー1が乗るブルーバージョンはRM250がベースとなっている。

### MX2（旧125cc）クラス用

#### RM125

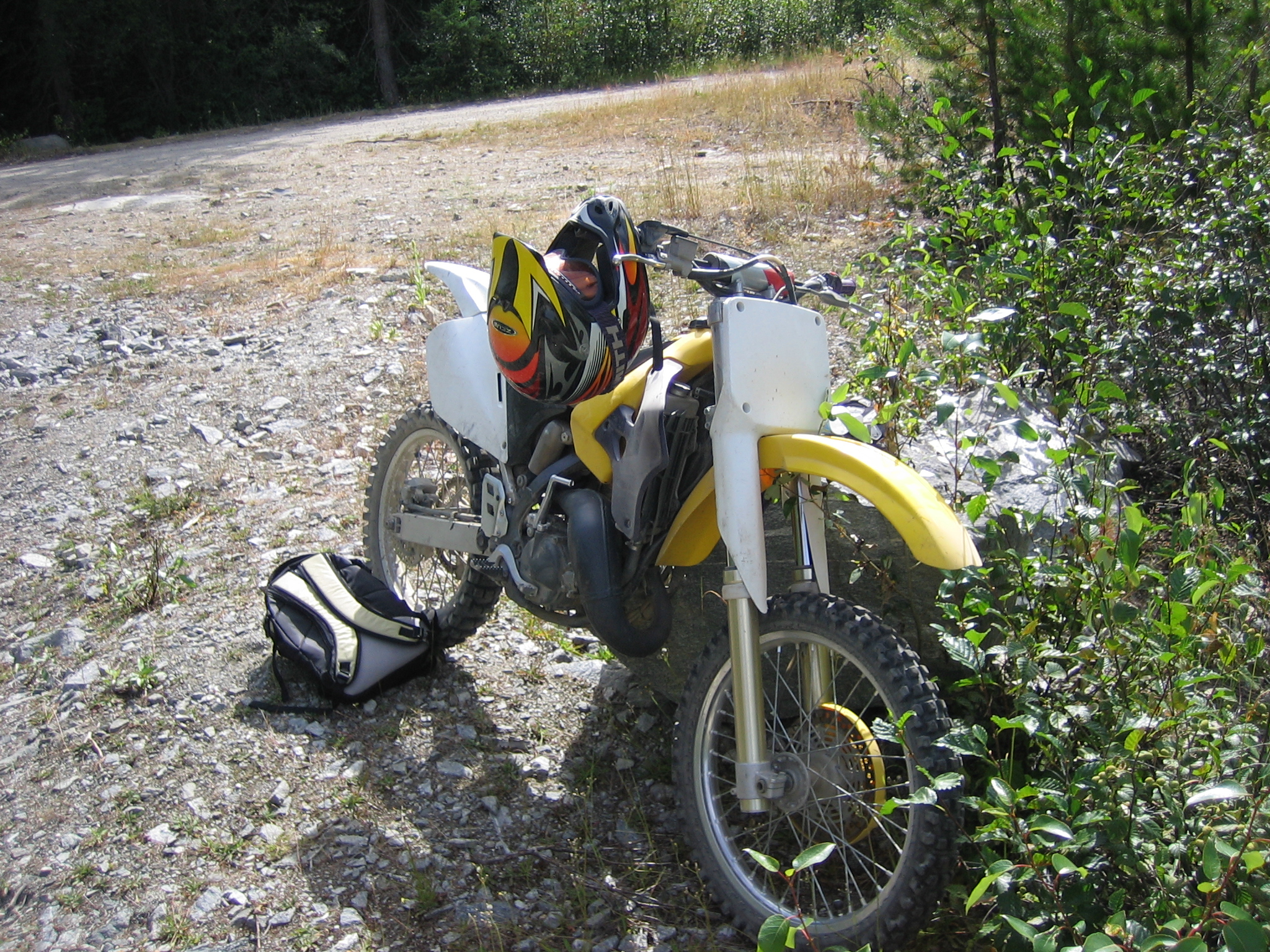
スズキ・RM125

RM125は1974年から発売されているモトクロス競技用車両である。
年度によって変更箇所の大小はあるものの毎年モデルチェンジを重ねたが競技用車両といえども年々厳しくなる環境対策への対応から2003年より並行して販売されている4ストロークエンジン搭載のスズキ・RM-Z250に後継の座を譲る方針ではないかと思われる。
そのためかRM-Z発売以降の車両開発・変更箇所はそれまでに比べ比較的小規模な物である。

### 85cc（旧80cc）クラス用

#### RM85・RM85L

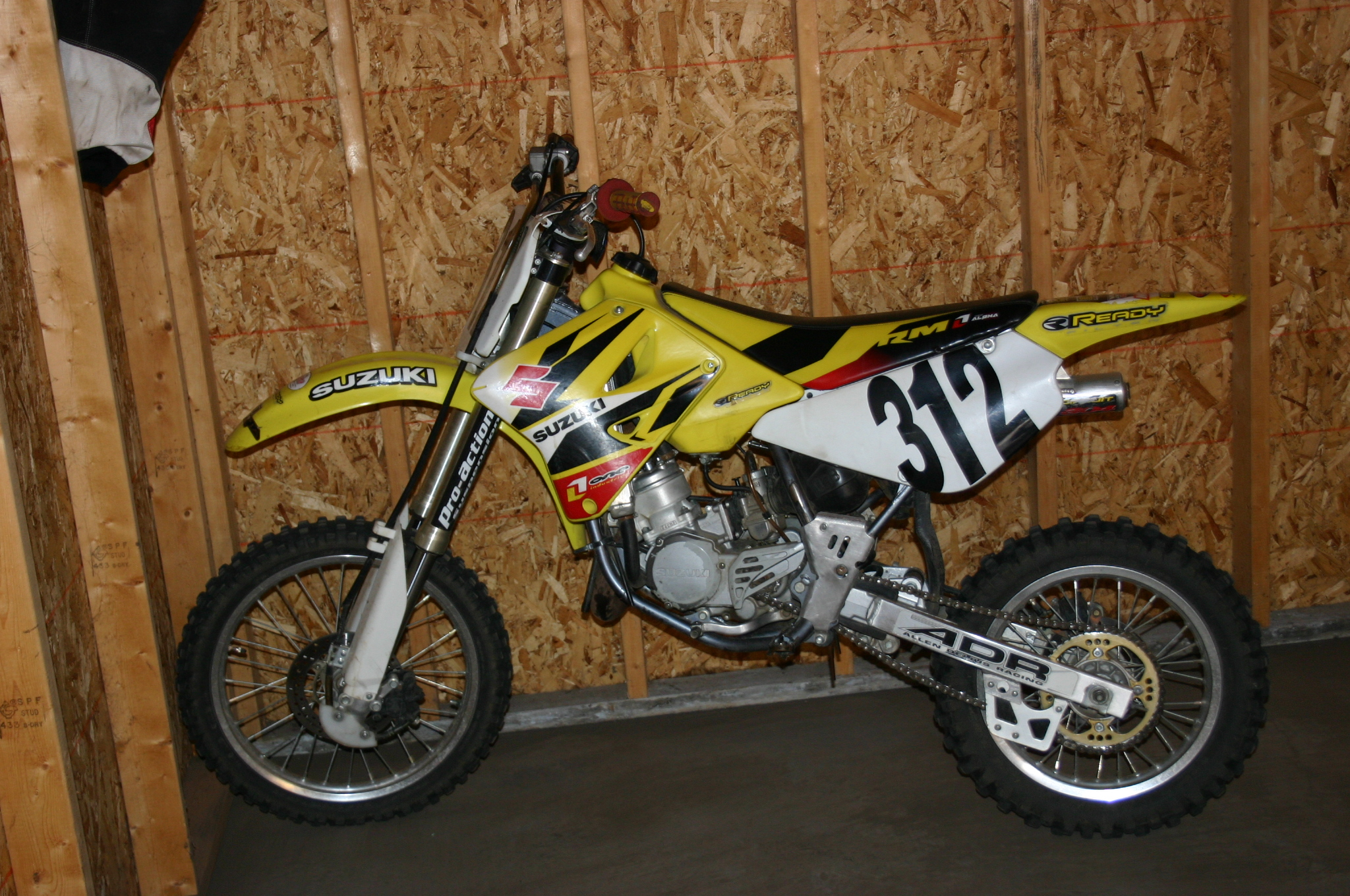
スズキ・RM85

RM85は2001年から発売されている子供向けモトクロス競技用車両である。
従来より発売されていたRM80のシリンダーボアをFIM車両規則の変更（85ccまで引き上げ）に対応し0.5mm拡大し排気量を84.7ccに拡大した物である。生産は台湾にある台鈴工業股份有限公司で行われており日本では輸入車となる。
Lはホイールの大型化(F19インチ、R16インチ)とそれに伴うスイングアームの延長の結果リアホイールトラベル量の増加などの改良が施されている。しかし車体自体は基本的にF17インチモデルと同じであり通常の成人用モデルというよりは小柄な人や女性向け、または中学生程度の体格の子供がフルサイズモデルに乗るまでの繋ぎといえる。
2016年現在、RM85L は日本国内でも発売されている。

#### RM80・RM80L
RM80は1977年から2001年まで発売された子供向けモトクロス競技用車両である。毎年のグラフィック変更と数年置きのモデルチェンジを重ね2001年まで発売された。
1999年から生産は台湾にある台鈴工業股份有限公司に移管され日本では輸入車となっていた。
Lはホイールの大型化（F19インチ、R16インチ）とそれに伴うスイングアームの延長の結果リアホイールトラベル量の増加などの改良が施されている。しかし車体自体は基本的にF17インチモデルと同じであり通常の成人用モデルというよりは小柄な人や女性向け、または中学生程度の体格の子供がフルサイズモデルに乗るまでの繋ぎといえる。

#### RM65
RM65は2003年 - 2004年のみ発売された子供向けモトクロス競技用車両である。
川崎重工業との相互OEMに基づきカワサキKX65をスズキ・RM風のグラフィックに変更して供給されたものであり詳細はそちらを参照されたい。
2005年10月13日に相互OEM供給を2007年までに完全解消するにあたり2004年発売の2005年モデルをもって供給が停止された。
日本国内では正規販売されていない。

#### RM60
RM60は2002年のみ発売された子供向けモトクロス競技用車両である。
川崎重工業との相互OEMに基づきカワサキKX60をスズキ・RM風のグラフィックに変更して供給されたものであり詳細はそちらを参照されたい。
日本国内では正規販売されていない。

### その他

#### RM100
RM100は1977年のみ発売されたモトクロス競技用車両である。
基本的には同年式のRM125をベースにシリンダーボア・ストローク共に4mmずつ縮小し排気量を98ccにしたモデルである。
車体では各部パーツをマグネシウム→アルミ、アルミ→鉄などRM125に比べグレードダウンをしており100ccでのモトクロス公式戦はないので本格的な競技車両というよりは初心者が基礎を学ぶための廉価版モトクロッサーといえた。
しかし結果としてそのような目的のユーザーは4ストロークエンジン搭載車や公道モデルを選んだようで僅か1年でラインナップから消えてしまった。
各部のグレードダウンの内容には前後サスペンションストロークの短縮も含まれており結果としてシート高が下がったことで80ccモトクロッサーを卒業した少年ライダーが前輪21インチの本格的マシンに乗るまでの繋ぎ的な用途にも適ったものであった。
2002年に発売されたRM100は川崎重工業との相互OEMに基づきカワサキKX100をスズキ・RM風のグラフィックに変更して供給されたものでありスズキ製RM100ともRM125とも全く関連性はない。
日本国内では（OEM供給版も含め）正規販売されていない。

#### RM50
RM50は1977年 - 1980年に発売された子供向けモトクロス競技用車両である。
50ccでのモトクロス公式戦はないので本格的な競技車両というよりはオートマチックやロータリーミッションの幼児用レジャーバイクから80ccのモトクロッサーへ乗り換えるまでの繋ぎ的な用途の車種である。
1979年にモデルチェンジがあり出力の向上とサイドナンバープレートの形状変更（ライダーの膝裏からツインショックのサスペンション外側へと後方に移され視認性の向上とサスペンションの保護を兼ねる形状に変更となった）、グラフィック変更が行われた。
日本国内では正規販売されていない。